# Georg Wilhelm Richmann
Georg Wilhelm Richmann (en rus: Георг Вильгельм Рихман) (22 de juliol, del 1711 – 6 d'agost del 1753 fou un físic germanobàltic que va desenvolupar la seva carrera a Rússia.
Membre d'una nissaga germanobàltica, va néixer a Pernau (avui Pärnu, Estònia) al que en aquell moment era la Livònia sueca i que després de la Gran guerra del nord (1700-1721) passaria a ser annexionat per l'Imperi Rus. El seu pare va morir de pesta abans del seu naixement, sa mare es tornaria a casar més tard. Els seus primers estudis es desenvolupen a Reval (avui Tallinn, la capital d'Estònia), després aniria a Alemanya i estudiaria a les universitats de Halle i Jena.
El 1741 va ser elegit membre de l'Acadèmia Russa de les ciències. Va desenvolupar treballs pioners en el camp de l'electricitat i l'electricitat a l'atmosfera, també va investigar en el domini de la calorimetria en col·laboració amb Mikhaïl Lomonóssov.
Es va electrocutar a Sant Petersburg el 6 d'agost del 1753 mentre intentava mesurar la resposta d'una tija aïllada durant una tempesta. Aquell dia Richmann era a una reunió a l'Acadèmia de les ciències quan va sentir els trons d'una tempesta i va tornar a casa per fer un experiment acompanyat pel seu assistent, encarregat d'immortalitzar el moment. Se suposa que mentre es desenvolupava l'experiment va aparèixer un llamp globular que es va desplaçar al llarg de la tija fins a impactar amb el cap de Richmann que li va provocar la mort. Segons els testimonis les seves sabates eren rebentades, la seva roba cremada, el marc de la porta era trencat, la porta desencaixada i l'assistent va ser colpejat i era inconscient. L'accident va tenir una gran repercussió en la premsa de l'època i va posar en relleu els perills de l'experimentació amb tiges aïllades. Richmann hauria estat la primera persona de la història morta mentre feia un experiment amb electricitat.